# Pete Raymond
Peter Pete Harlow Raymond, ameriški veslač, * 21. januar 1947, Princeton, New Jersey.
Raymond je za ZDA nastopil na Poletnih olimpijskih igrah 1968 in 1972. 
V Mexico Cityju je veslal v četvercu brez krmarja, ki je osvojil peto mesto, v Münchnu pa je bil član osmerca, ki je osvojil srebrno medaljo.